# Ljusdals kyrka
Ljusdals kyrka är en kyrkobyggnad i Ljusdal. Den är församlingskyrka i Ljusdal-Ramsjö församling i Uppsala stift. 

## Kyrkobyggnaden

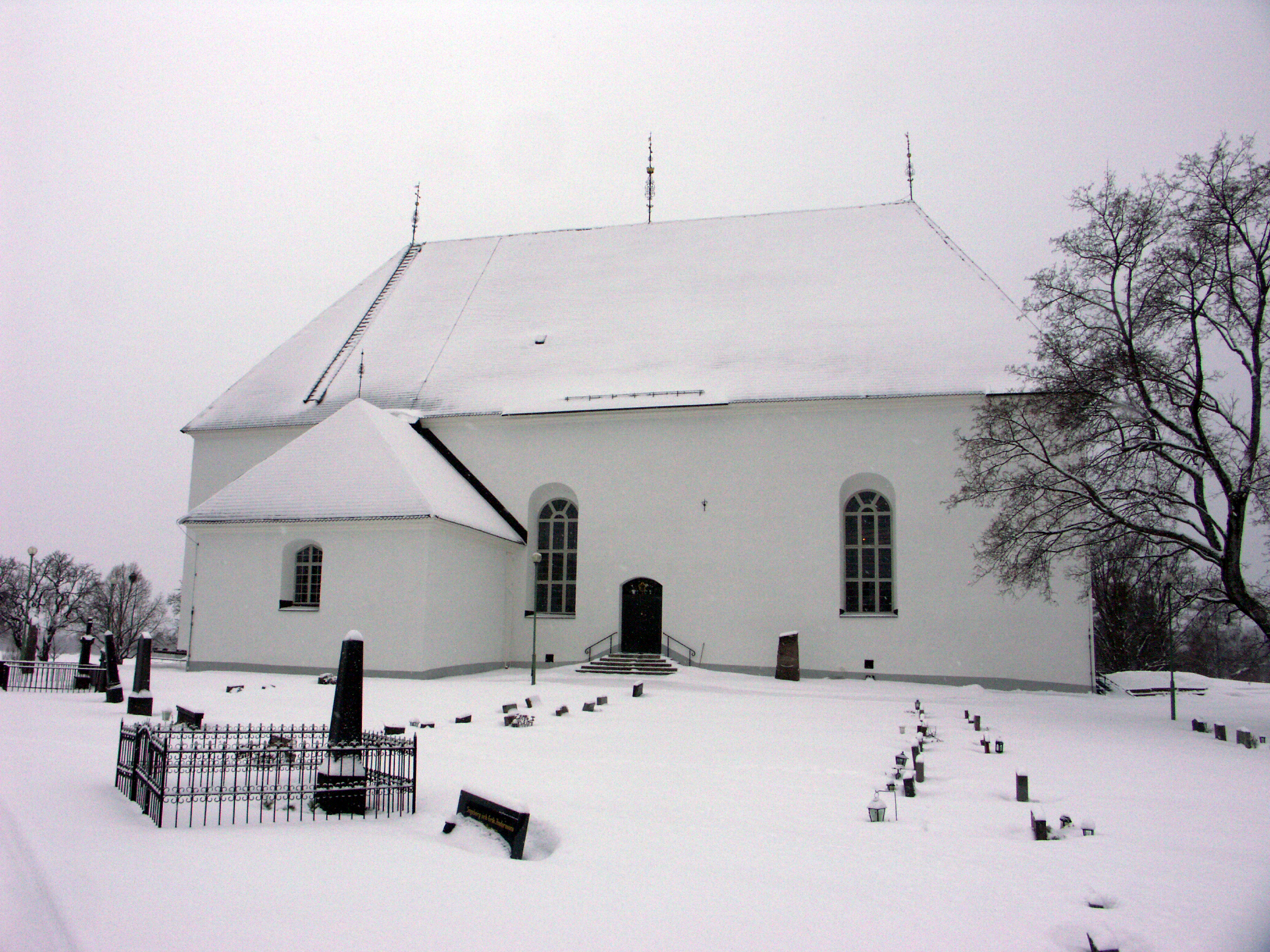
Kyrkobyggnaden

Kyrkan är uppförd i den gamla byn Vi, på den hedna kultplatsen. Äldsta delarna är från 1100-talet, den gamla igenmurade kyrkporten har markerats i putsen på södra kyrkväggen i den bortre delen (sett från altaret) som är den äldsta delen av kyrkan.
Natten mellan den 15 och 16 augusti 1753 började en brand i klockstapeln som spred sig till kyrkans yttertak. Valven skadades men inventarierna klarade sig någorlunda. Vid återuppbyggandet fick kyrkan sitt nuvarande utseende.
Senare har kyrkan restaurerats flera gånger, och under restaureringen 1914–15 så tillkom målningarna av Yngve Lundström.

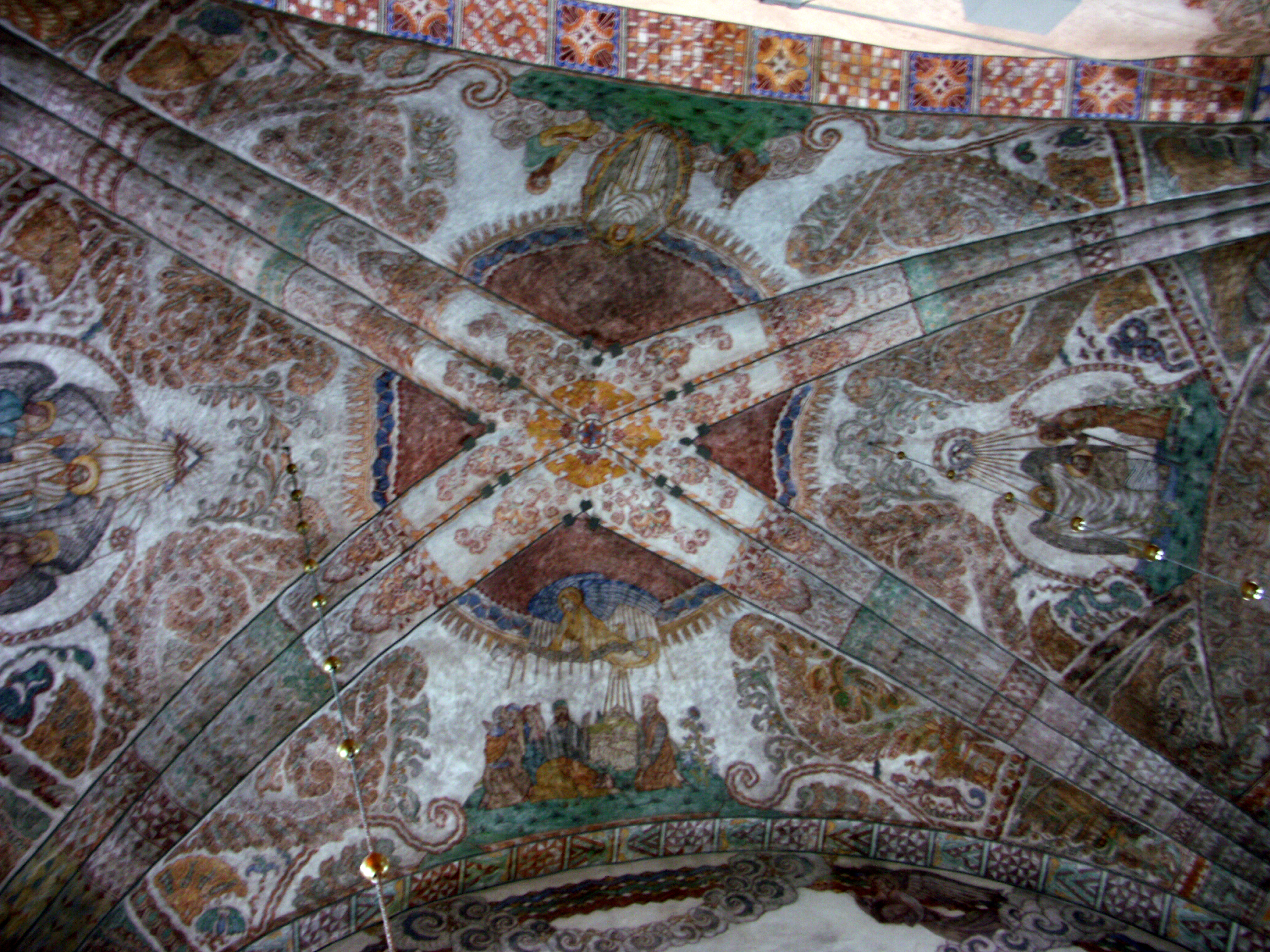
Takmålning föreställande scener ur Jesus liv
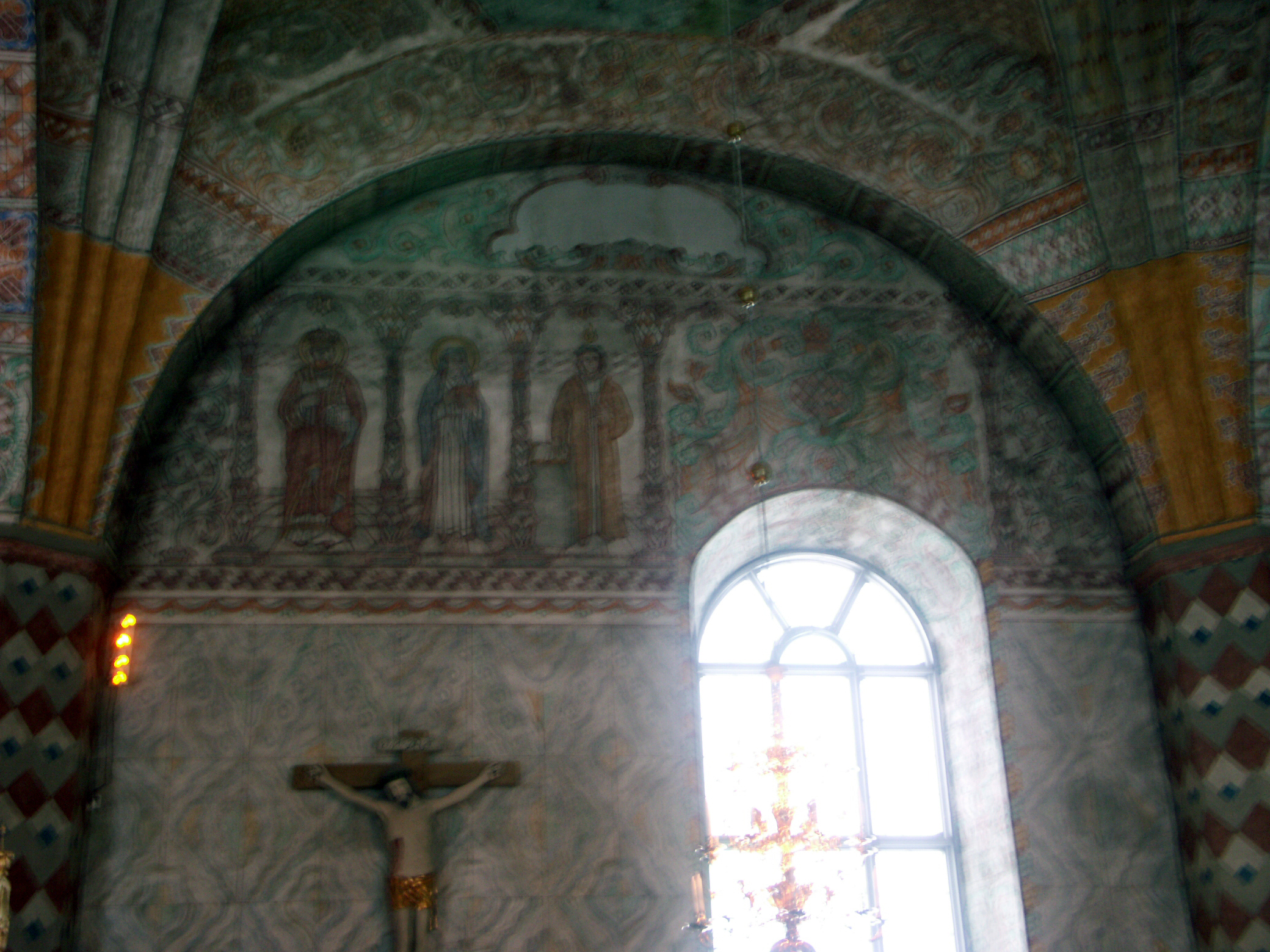
Östra väggen, Sankt Olof, Heliga Birgitta och Martin Luther
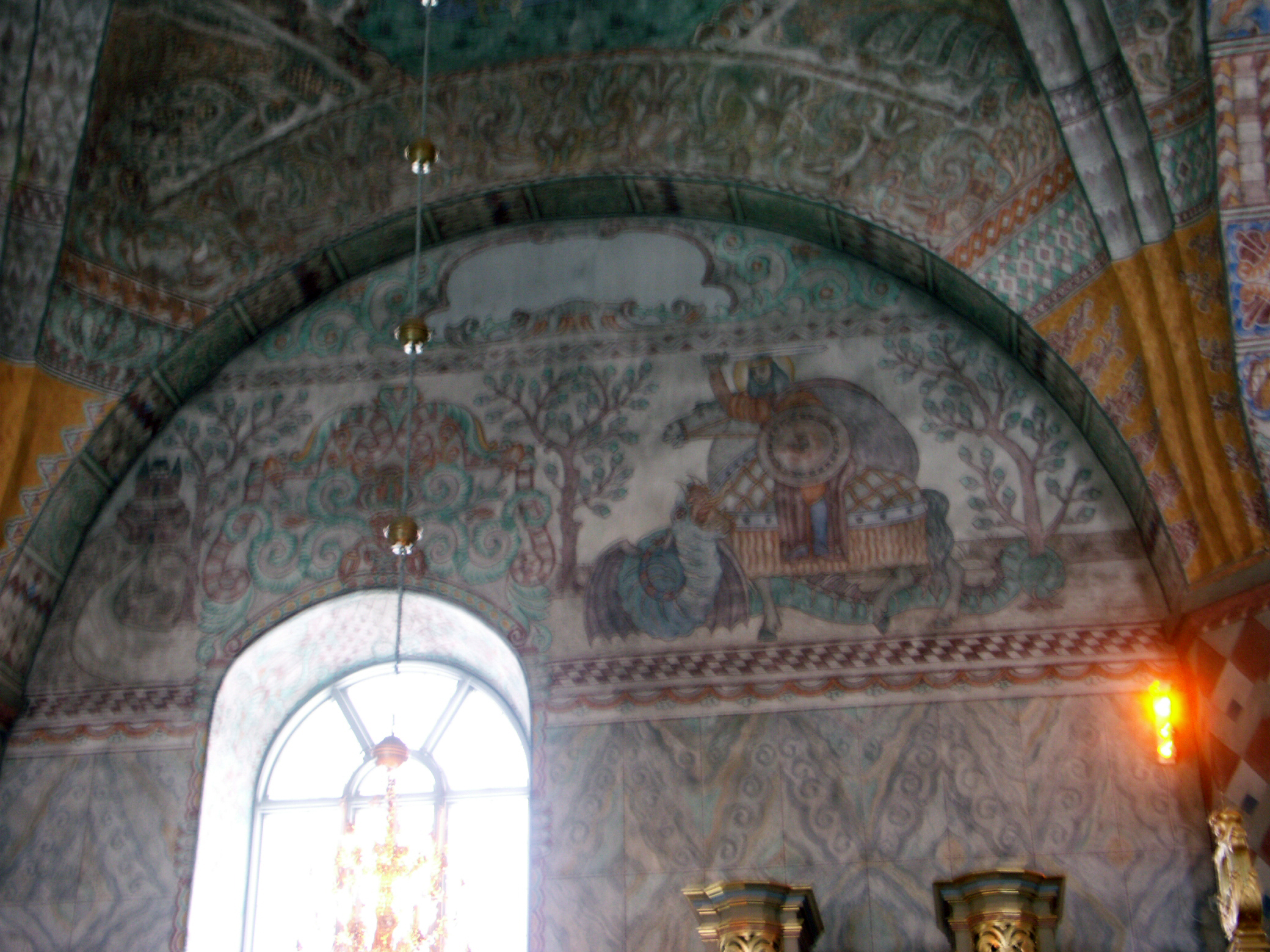
Västra väggen, Sankt Göran och draken

### Klockstapeln
Byggdes 1757, under ledning av Per Jonsson, bygget utfördes efter en modell som han hade byggt. Modellen finns nu i kyrkan. 
Klockstapeln hade 2 stycken klockor innan branden 1753, men dessa smälte, malmen återanvändes dock till att gjuta de två nya klockorna.

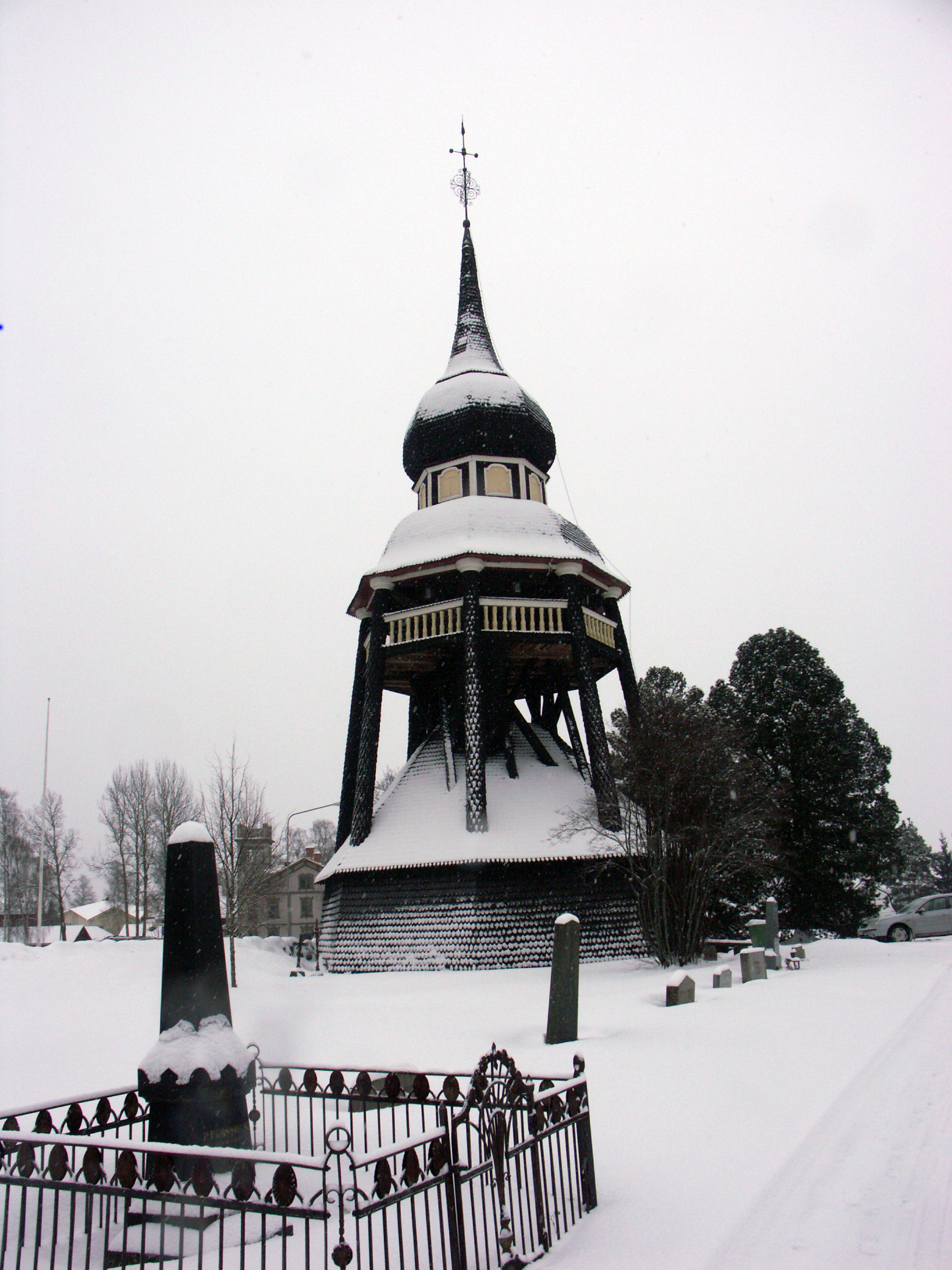
Klockstapeln
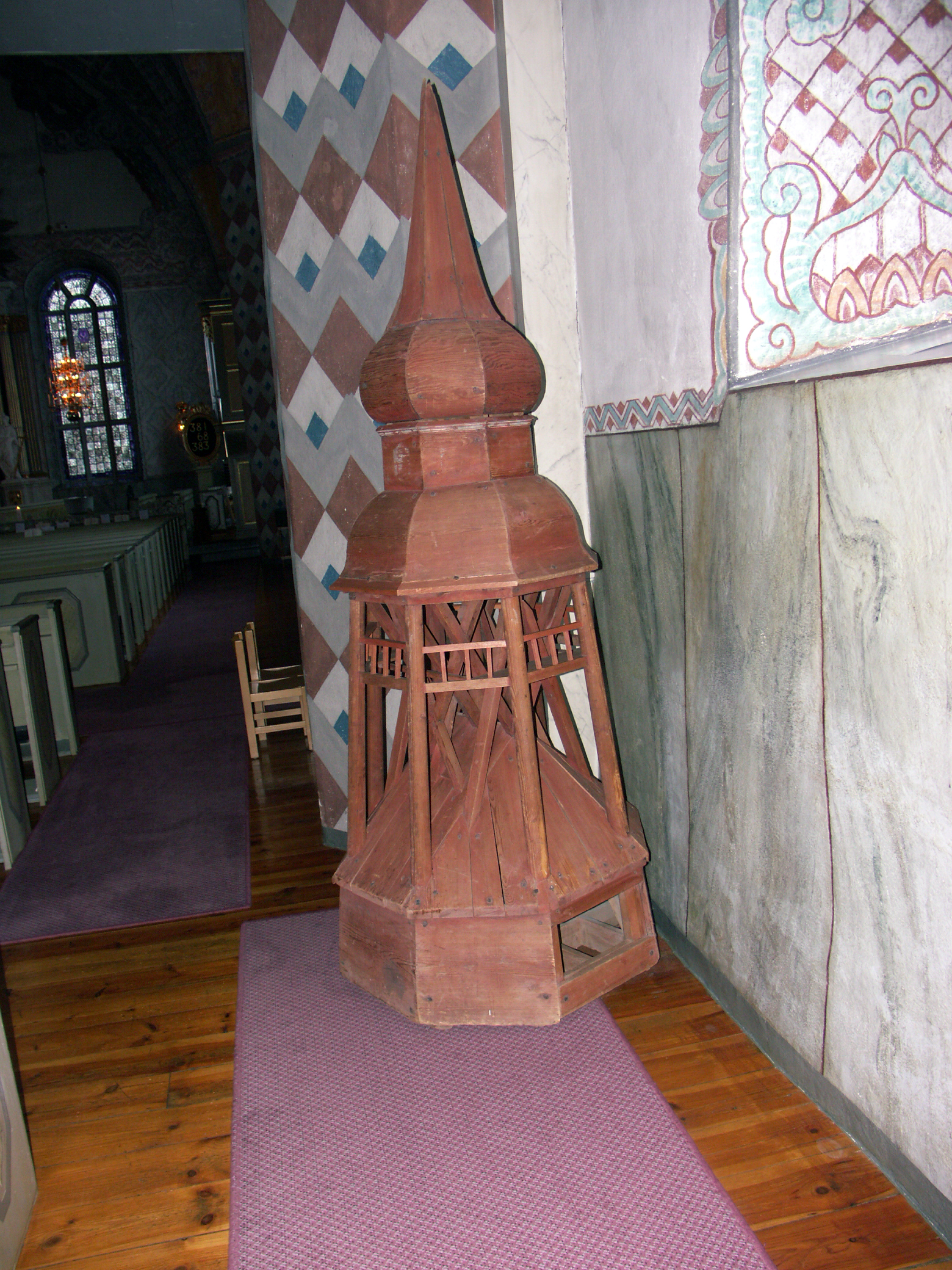
Per Jonssons modell

## Inventarier
Triumfkrucifixet på den norra väggen är kyrkans äldsta inventarium, tillverkat på 1400-talet.
En mässhake från senare delen av 1400-talet finns i församlingens ägo.
I kyrkan finns även två tennljustakar som väckt intresse för att de är de enda av sitt slag i landet, tillverkade i Stockholm av Nils Nilsson Kröger omkring år 1670.

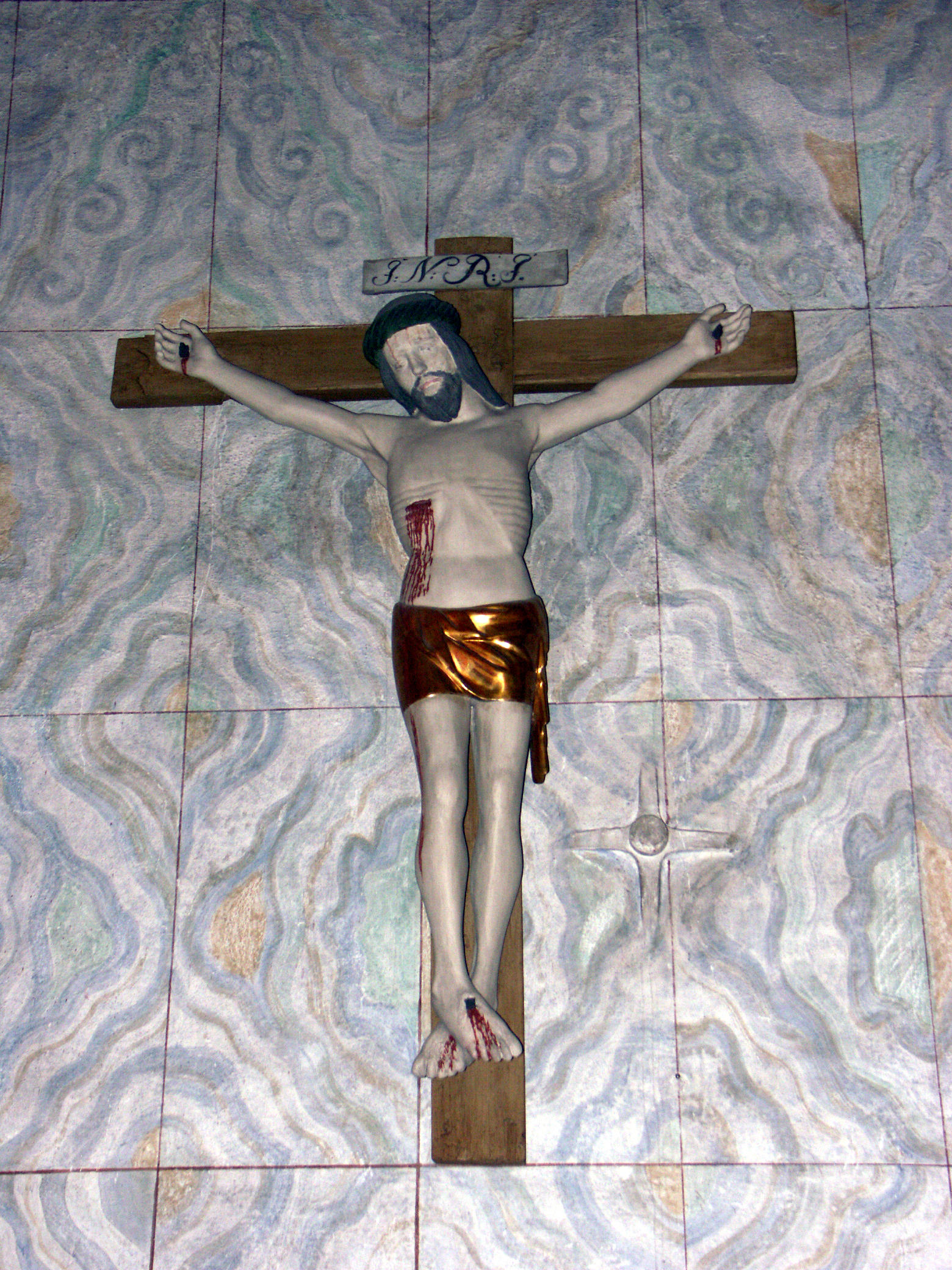
Triumfkrucifixet
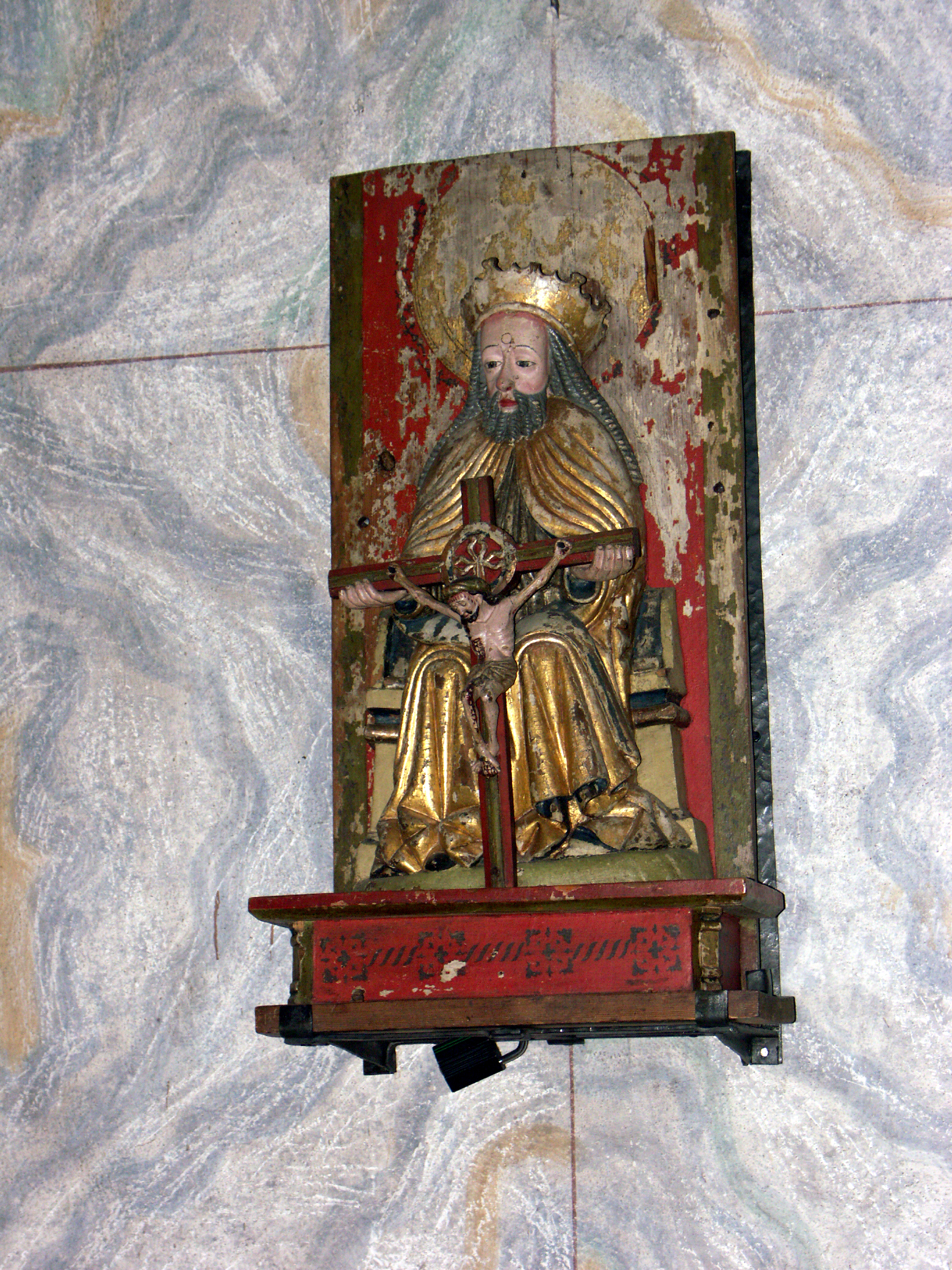
Nådestolen
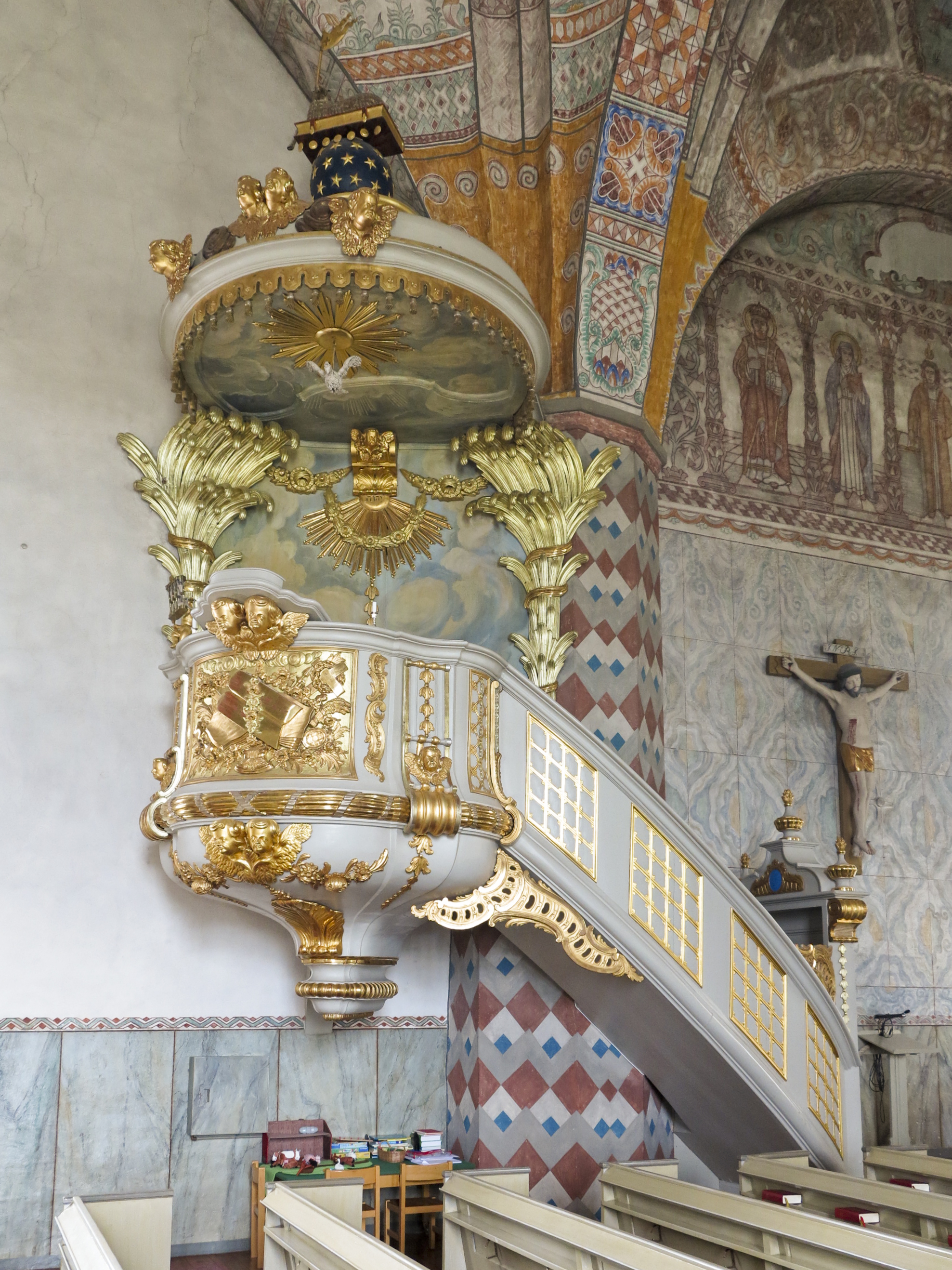
Predikstolen

### Altarskåpet
Altarskåpet är flamländskt, tillverkat i Antwerpen 1501. Endast kroppen av skåpet återstår, flyglarna är försvunna, kanske vid en brand på 1700-talet.
Enligt en noggrann utredning av Maj Nodermann i arbetet ”Ljusdal-Oviken…” (se litteratur nedan) beställdes skåpet ursprungligen av Ovikens församling, som då var ett centrum för kyrkan i Jämtland. Det invigdes år 1503. I samband med reformationen beslutade den nitiske landsprosten Erik Andersson att alla katolska inventarier skulle avlägsnas från Ovikens kyrka. Hans ekonomiska sinne hindrade att han lät förstöra skåpet, utan det såldes omkring 1530 till Ljusdals kyrka, där man inte tog reformationen lika bokstavligt. Det påpekas att Martin Luther själv (till skillnad från Jean Calvin) inte var bildfientlig. Ovikens kyrka lär efter Erik Anderssons rensning ha ”sett ut som ett kalhygge”.
På 1650-talet gjorde Peder Olofsson i Ljusdal en kopia av detta skåp. Kopian hade beställts av Ovikens församling. Den blev inte lika förfinad som originalet. Det lades större vikt vid det evangeliska budskapet än vid den konstnärliga kvalitén. Peder Olofsson var snickare, inte skulptör.
Skåpen i Ljusdal och Oviken har utförligt skildrats av Eva Höglund, Lennart Karlsson och Maj Nodermann i boken Ljusdal-Oviken – ett flandriskt altarskåp och dess svenska efterbild.

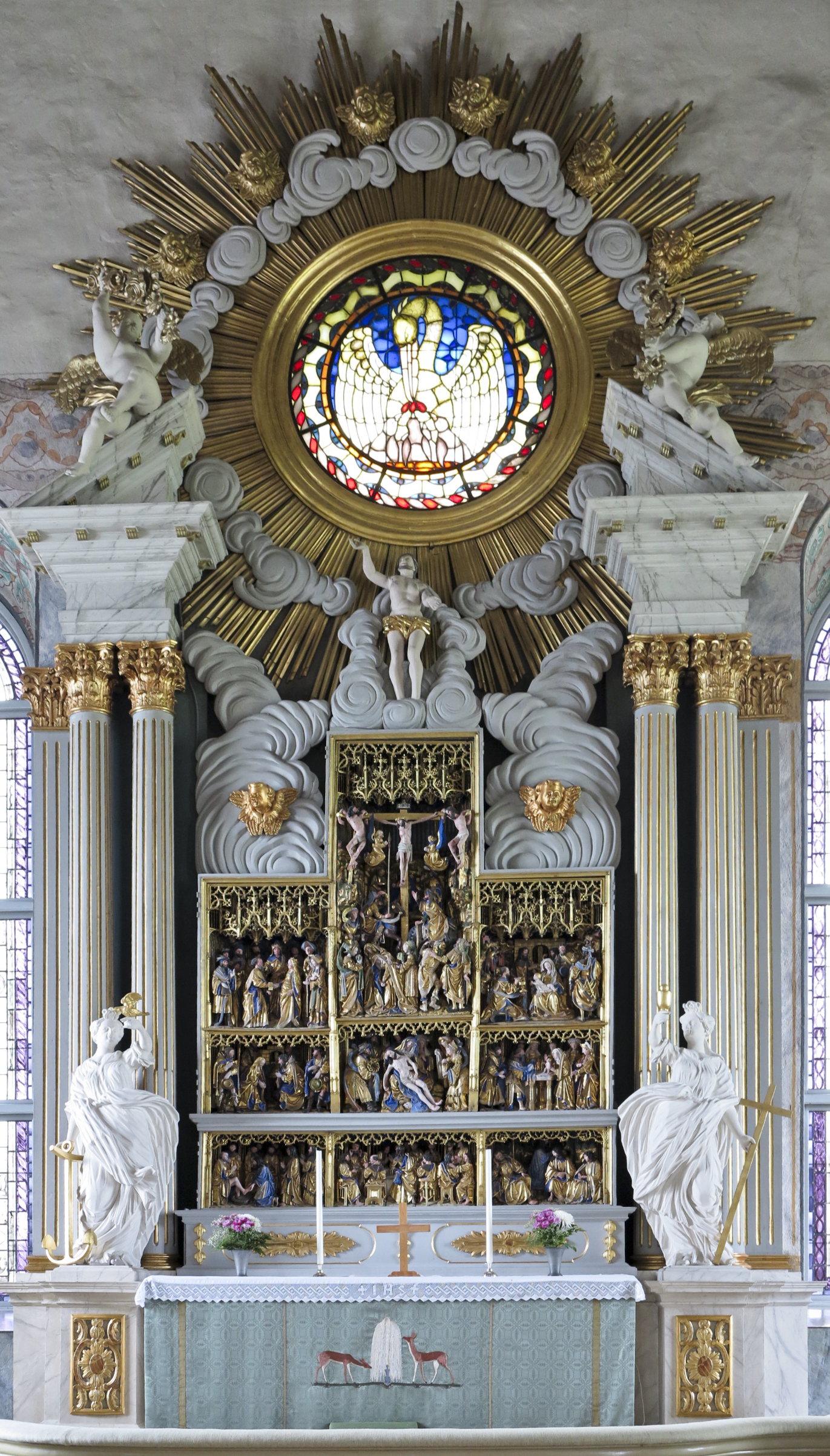
Altarskåpet
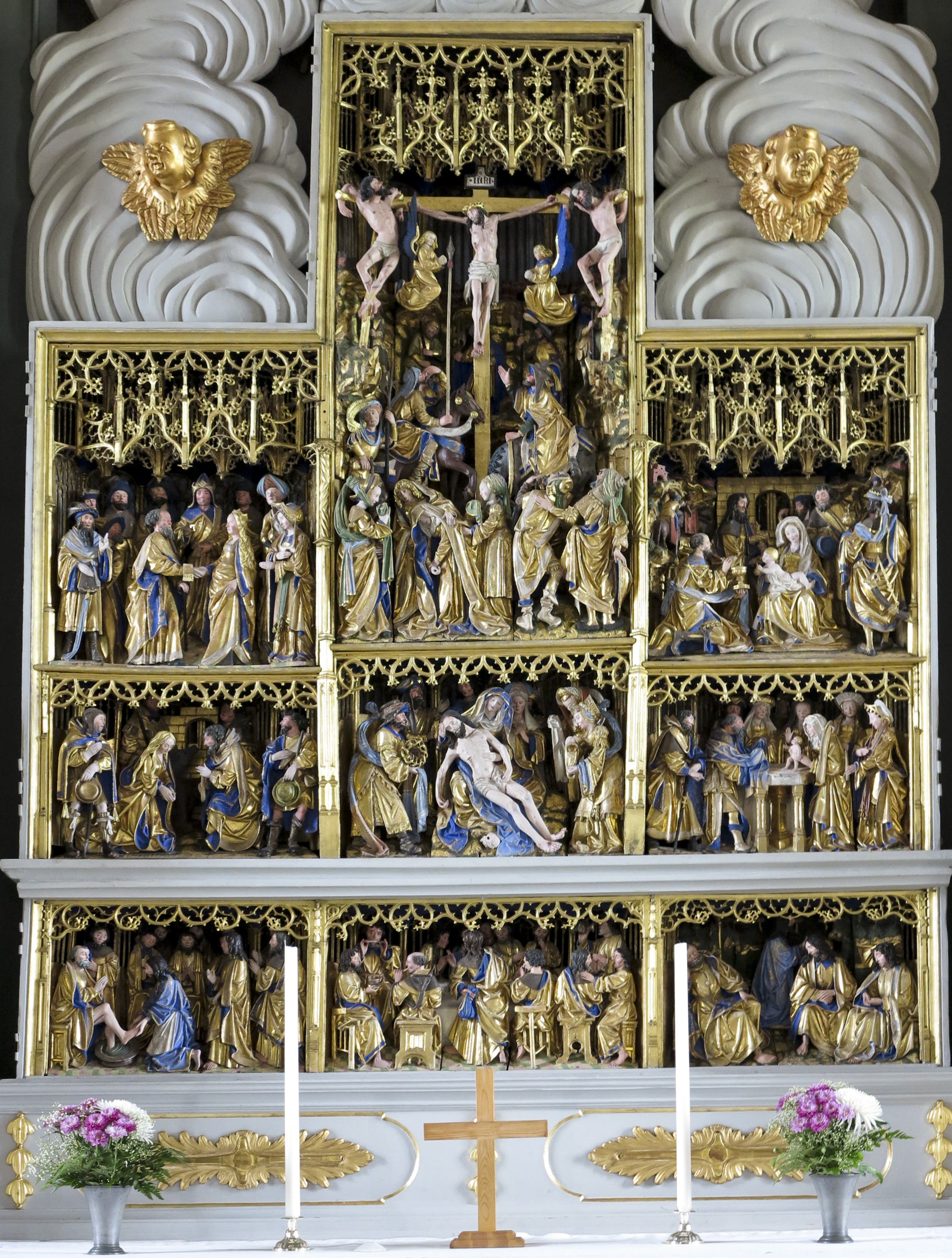
Detalj
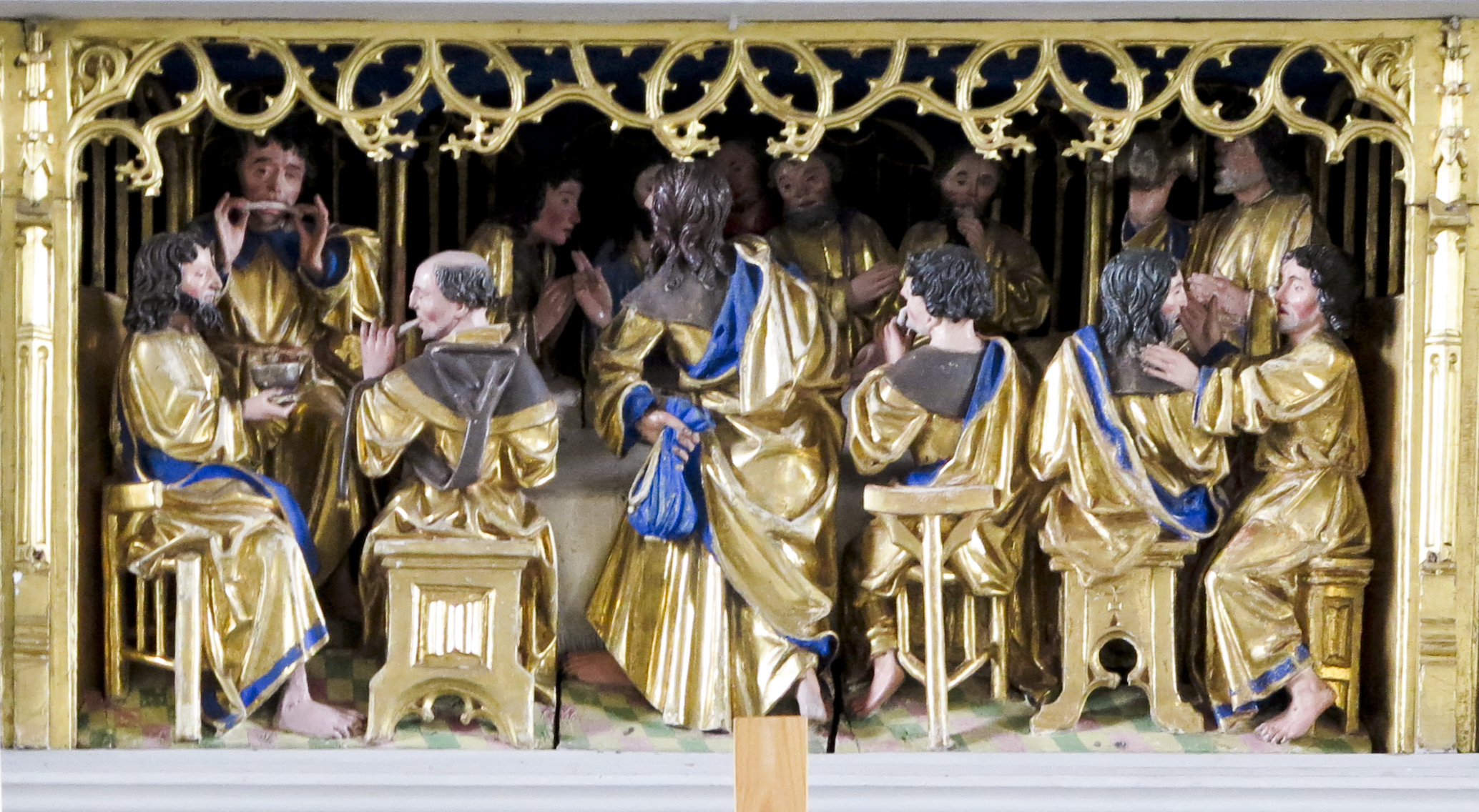
Nattvarden
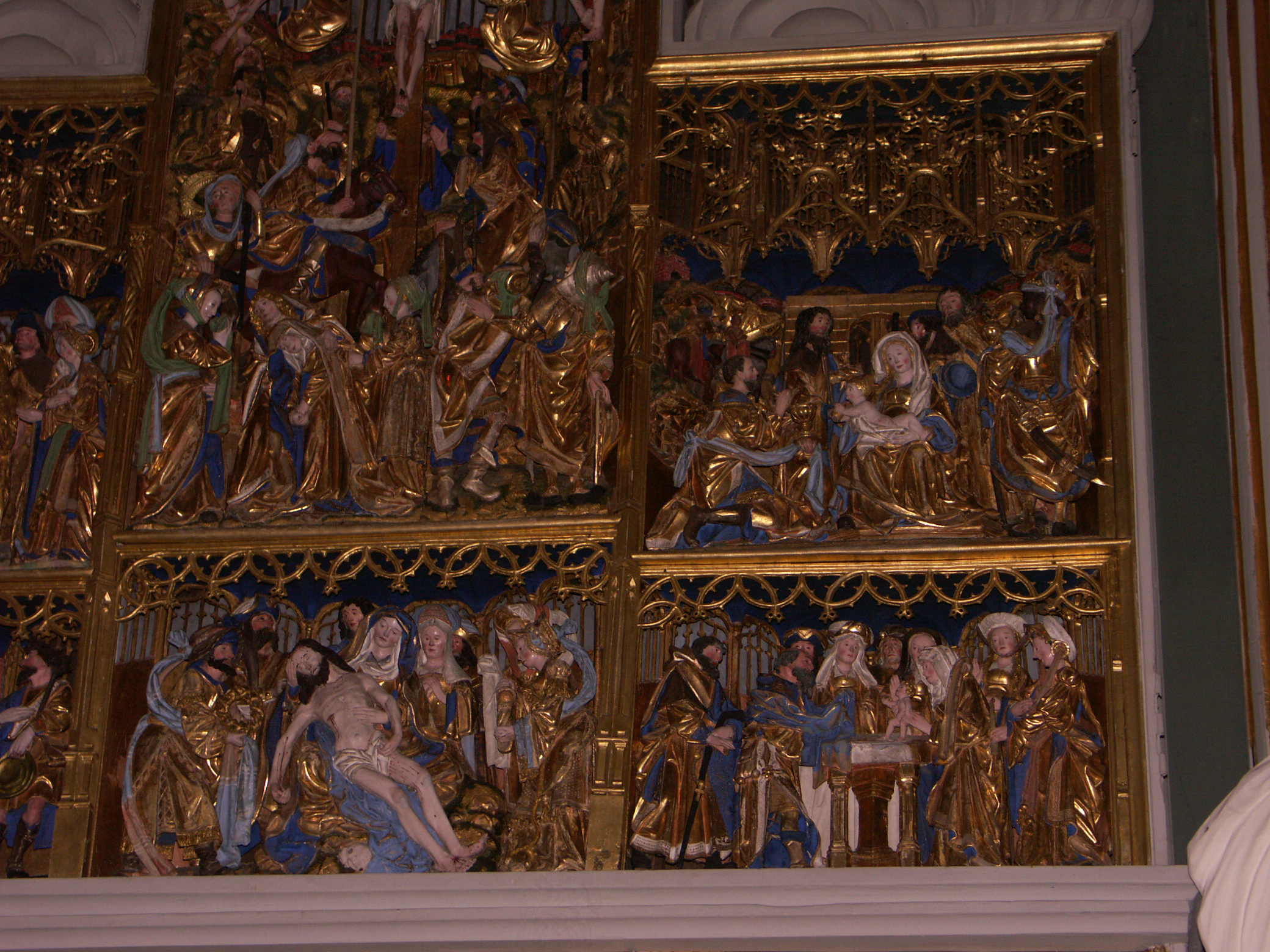
Detalj

## Bildgalleri

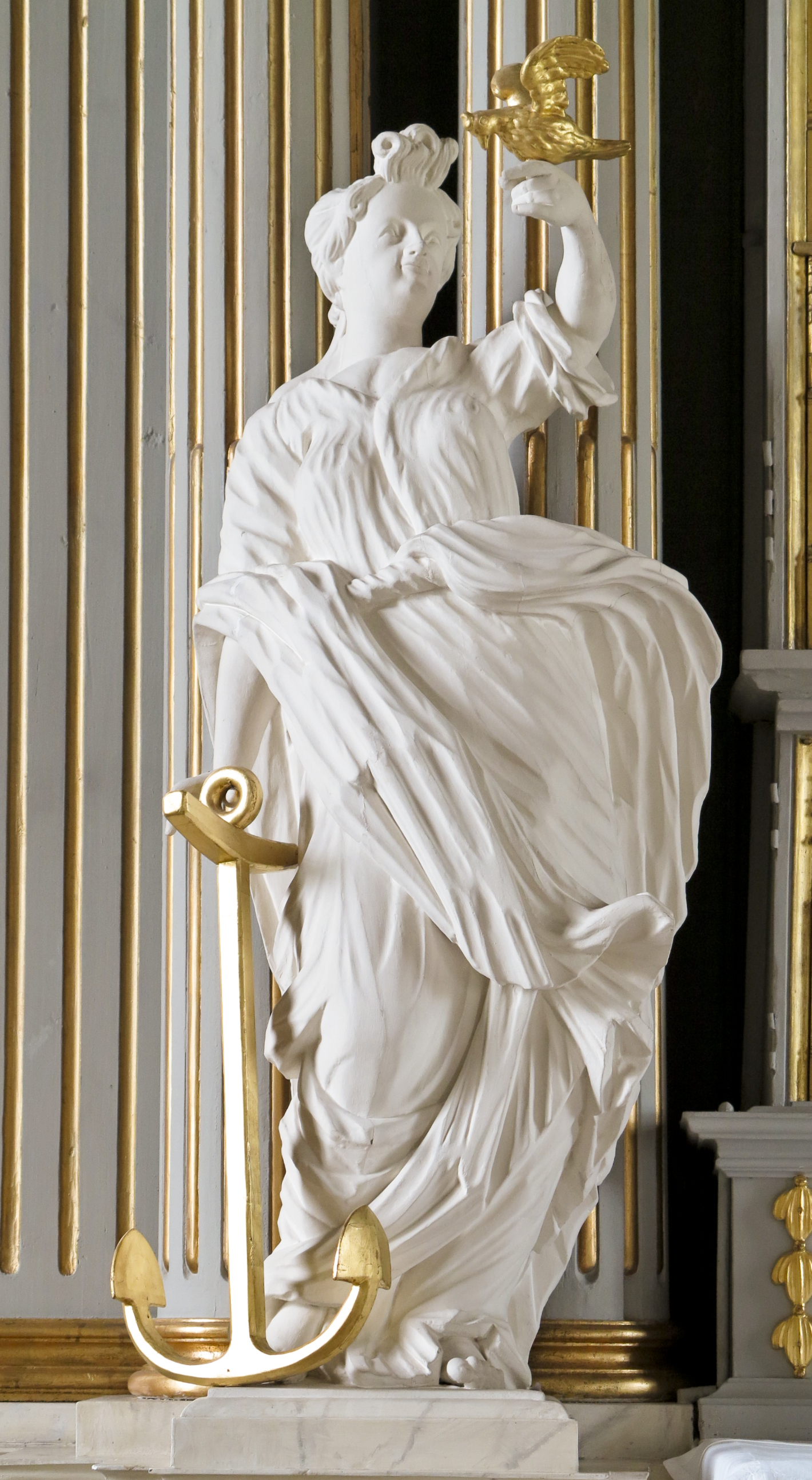
Vänstra skulpturen vid altaret
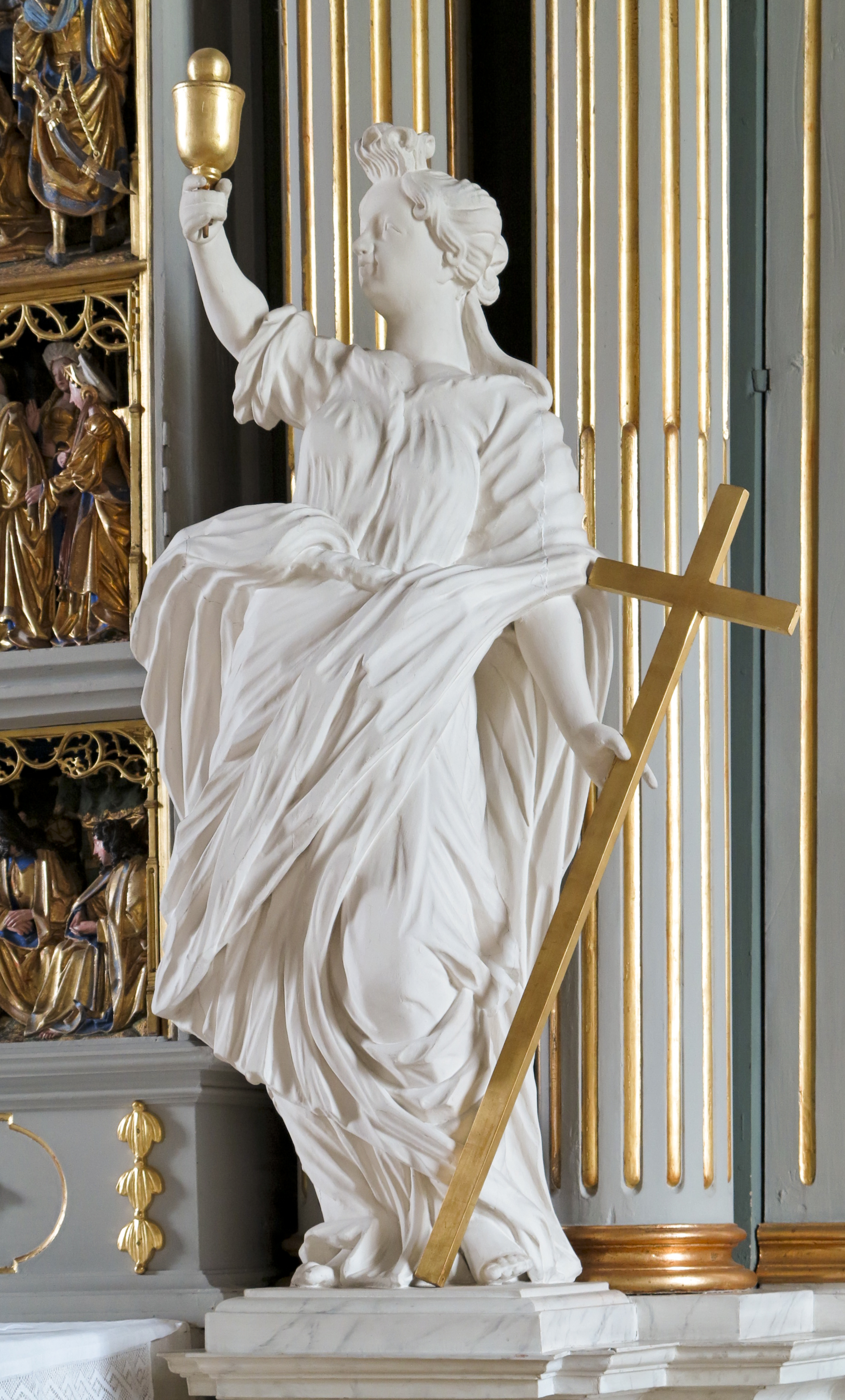
Högra skulpturen vid altaret
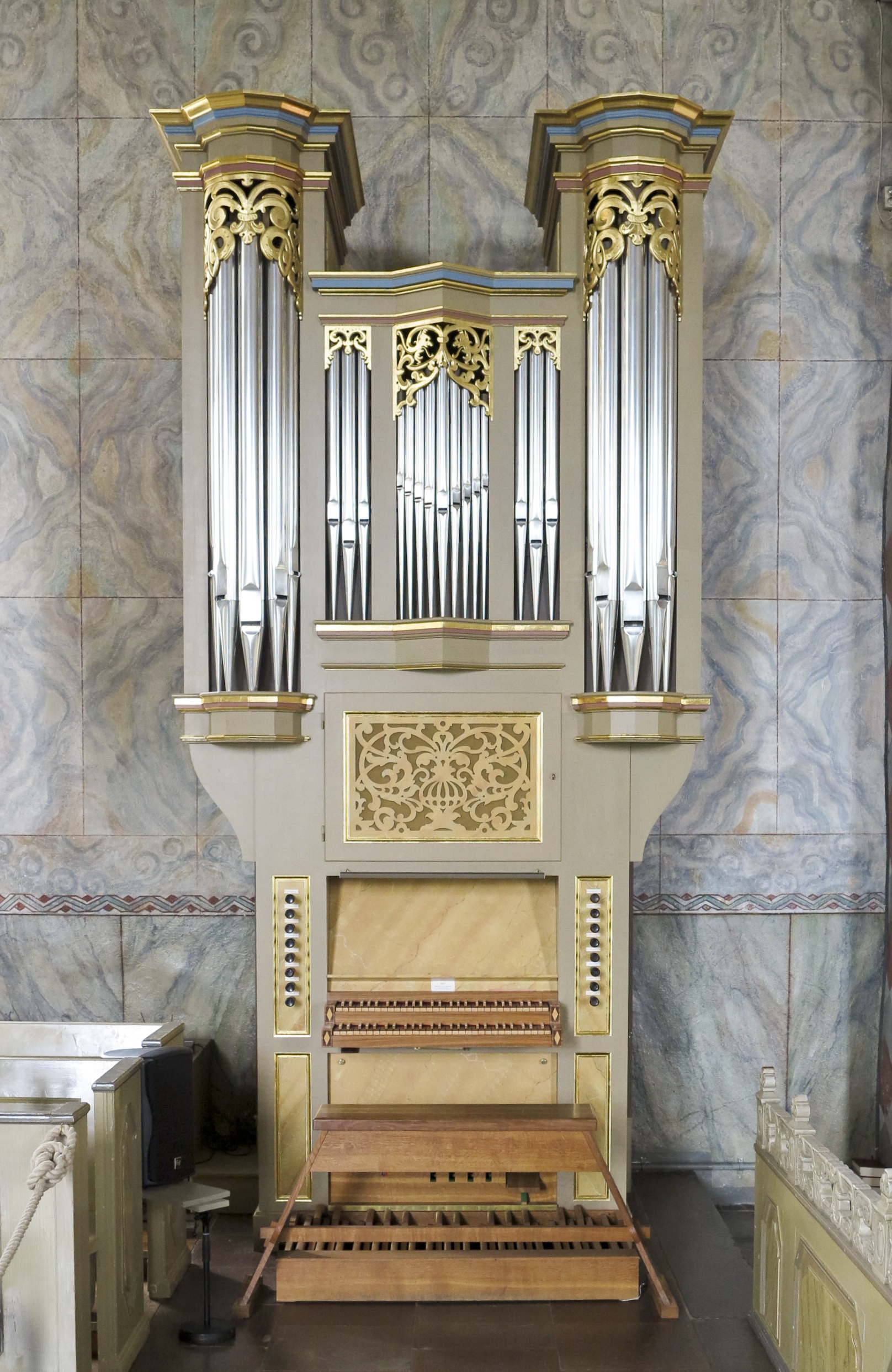
Kororgeln
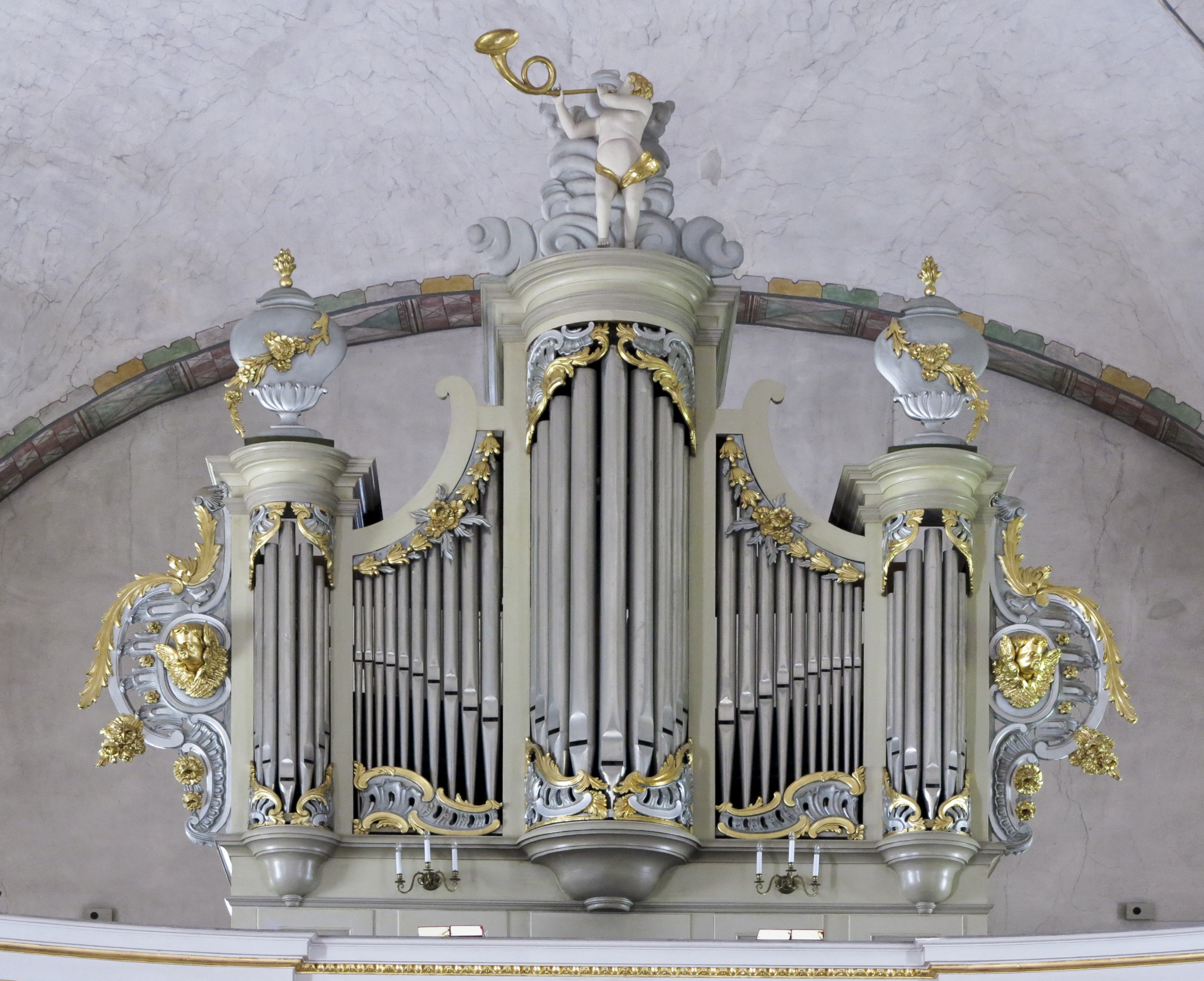
Orgeln
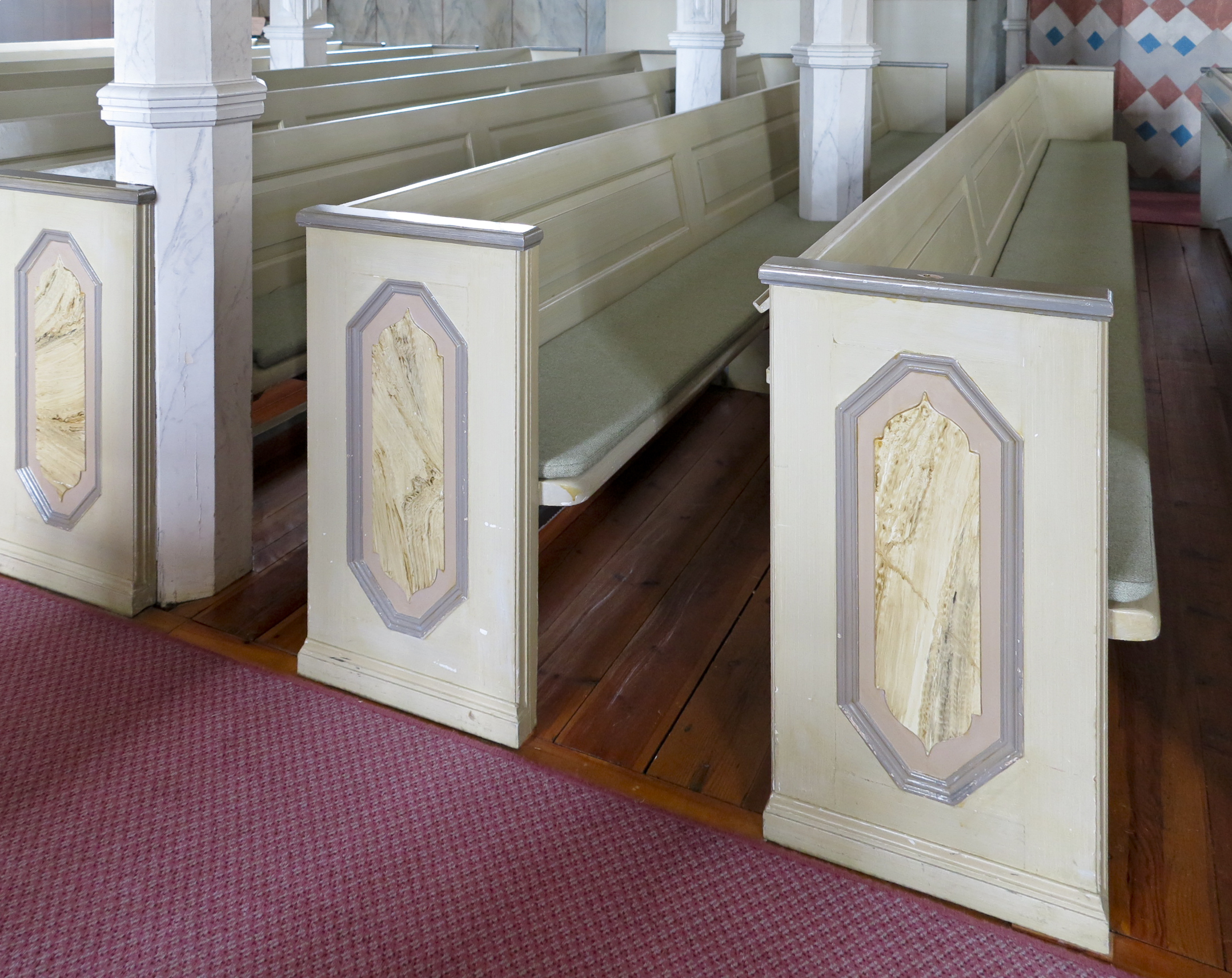
Kyrkbänkar
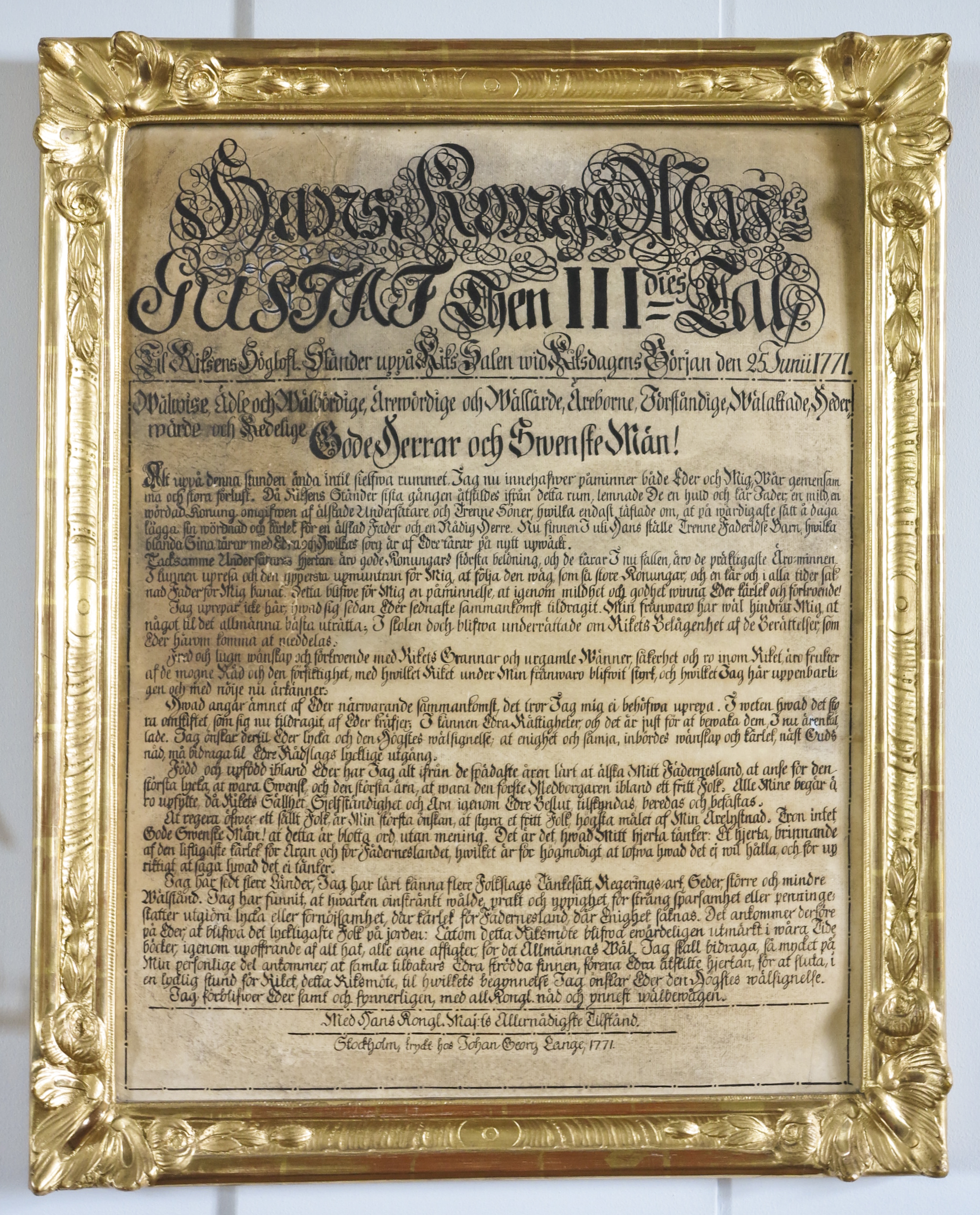
Gustaf III:s tal 1771

### Orgel
- 1629 uppges en orgel i kyrkan. Orgeln var ofärdig och hade många pipor var borta. Orgeln stod vid korskranket på en läktaren intill norra kyrkväggen.
- 1733 byggdes en orgel av Johan Niclas Cahman, Stockholm med 10 stämmor på övre västläktaren. Orgeln såldes 1761 till Arbrå kyrka.
- 1764-1765 byggde Jonas Gren och Petter Stråhle, Stockholm en orgel med 12 1⁄2 stämmor. Orgeln hade 3 bälgar. Orgeln byggdes till 1790 av Lars Fredrik Hammardahl, Arbrå och hade efter ombyggnationen  16 1⁄2 stämmor. 1931 byggde firma E A Setterquist & Son en ny orgel bakom den gamla Gren och Stråhle fasaden. 2014-2015 restaurerades Gren & Stråhle orgeln av Bergenblad och Jonsson Orgelbyggeri AB.

| Manual C-d3        | Pedal   |
| Qvintadena 16' B/D | Bihängd |
| Principal 8'       |         |
| Flaggfleut 8'      |         |
| Octava 4'          |         |
| Rörfleut 4'        |         |
| Qvinta 3'          |         |
| Octava 2'          |         |
| Bårfleut 2'        |         |
| Scharf 3 chor      |         |
| Basun 16' B/D      |         |
| Trompet 8' B/D     |         |
| Trompet 4' B       |         |
| Cornetin 2' B      |         |
| Vox virginea 8' D  |         |

- Sedan 2015 är Setterquist orgeln från 1931 placerad bakom Gren och Stråhle orgeln. 2014-2015 restaurerades orgeln av Åkerman och Lund Orgelbyggeri AB.

| Huvudverk I         | Svällverk II        | Pedal              | Koppel   |
| Principal 16'       | Borduna 16'         | Kontrabas 16´      | I/P      |
| Principal 8´        | Vox candida 8´      | Subbas 16'         | II/P     |
| Flagflöjt 8'        | Rörflöjt 8'         | Ekobas 16' (tr II) | II/I     |
| Flûte harmonique 8' | Salicional 8'       | Violoncell 8'      | I 4'     |
| Borduna 8'          | Violin 8'           | Borduna 8'         | II 16'/I |
| Gamba 8'            | Eolin 8'            | Oktava 4'          | II 16'   |
| Oktava 4'           | Voix céleste 8'     | Basun 16'          | II 4'/P  |
| Flöjt 4'            | Flûte octaviante 4' | Trumpet 8'         |          |
| Qvinta 3'           | Fugara 4'           |                    |          |
| Oktava 2'           | Waldflöjt 2'        |                    |          |
| Mixtur 4 chor       | Cornett 4 chor      |                    |          |
| Trumpet 16'         | Corno 8'            |                    |          |
| Trumpet 8'          | Tremulant           |                    |          |
|                     | Crescendosvällare   |                    |          |

#### Kororgel
1993 byggde Robert Gustavsson Orgelbyggeri AB, Härnösand en mekanisk kororgel med slejflådor. Orgeln har ett tonomfång på 56/27.
| Manual I          | Manual II     | Pedal         | Koppel  |
| Principal 8'      | Trägedackt 8' | Subbas 16'    | I/P     |
| Blockflöjt 8'     | Kvintadena 4' | Gedacktbas 8' | II/P    |
| Octava 4'         | Täckflöjt 2'  |               | II/I    |
| Tvärflöjt 4'      | Sedecima 1'   |               | II 4'/P |
| Kvinta 3'         | Regal 8'      |               |         |
| Octava 2'         |               |               |         |
| Ters 1 3⁄5'       |               |               |         |
| Mixtur III 1 1⁄3' |               |               |         |